# Ластруп
Ластруп (њем. Lastrup) општина је у њемачкој савезној држави Доња Саксонија. Једно је од 13 општинских средишта округа Клопенбург. Према процјени из 2010. у општини је живјело 6.721 становника. Посједује регионалну шифру (AGS) 3453009.

## Географски и демографски подаци
Ластруп се налази у савезној држави Доња Саксонија у округу Клопенбург. Општина се налази на надморској висини од 45 метара. Површина општине износи 85,3 km². У самом мјесту је, према процјени из 2010. године, живјело 6.721 становника. Просјечна густина становништва износи 79 становника/km².